# Joe Choong
Joseph Tzen Zhun "Joe" Choong (Orpington, 23 de maio de 1995) é um pentatleta britânico. 

## Carreira
Choong representou seu país nos Jogos Olímpicos de Verão de 2016, terminando na décima colocação. Conquistou o ouro no pentatlo na edição seguinte.
No Campeonato Mundial de 2022 em Alexandria, obteve duas medalhas: uma de ouro no individual e uma de prata no revezamento misto ao lado de Jessica Varley.